# 鏡泊学園
鏡泊学園（きょうはくがくえん）はかつて満州国に存在した学校。1933年（昭和8年）1月に満州国文教部第1号で認可される。

## 概要
『大亜細亜主義を抱懐する青年を陶冶鍛錬し満州建国の理想成就に献身すべき模範的人材を養成する』ための実践的学校を目指して、満州国の鏡泊湖のほとりに山田悌一によって創立される。
1933年（昭和8年）4月に第1期生約200名が入学する。第1期生は、東京の国士舘高等拓殖学校などで数ヶ月の教育を受けた後、満州にわたり鏡泊学園で教育を受けている。
1934年（昭和9年）に創立者山田悌一を含む学園関係者等15名が匪賊により殺害され、また、財政難もあいまって、1935年（昭和10年）、創立3年で解散する。

## 参考
- 『大陸と鏡泊学園』槻木瑞生
- 『紅陵に命燃ゆ第8章』